# Kościół Matki Bożej z Góry Karmel w Birgu

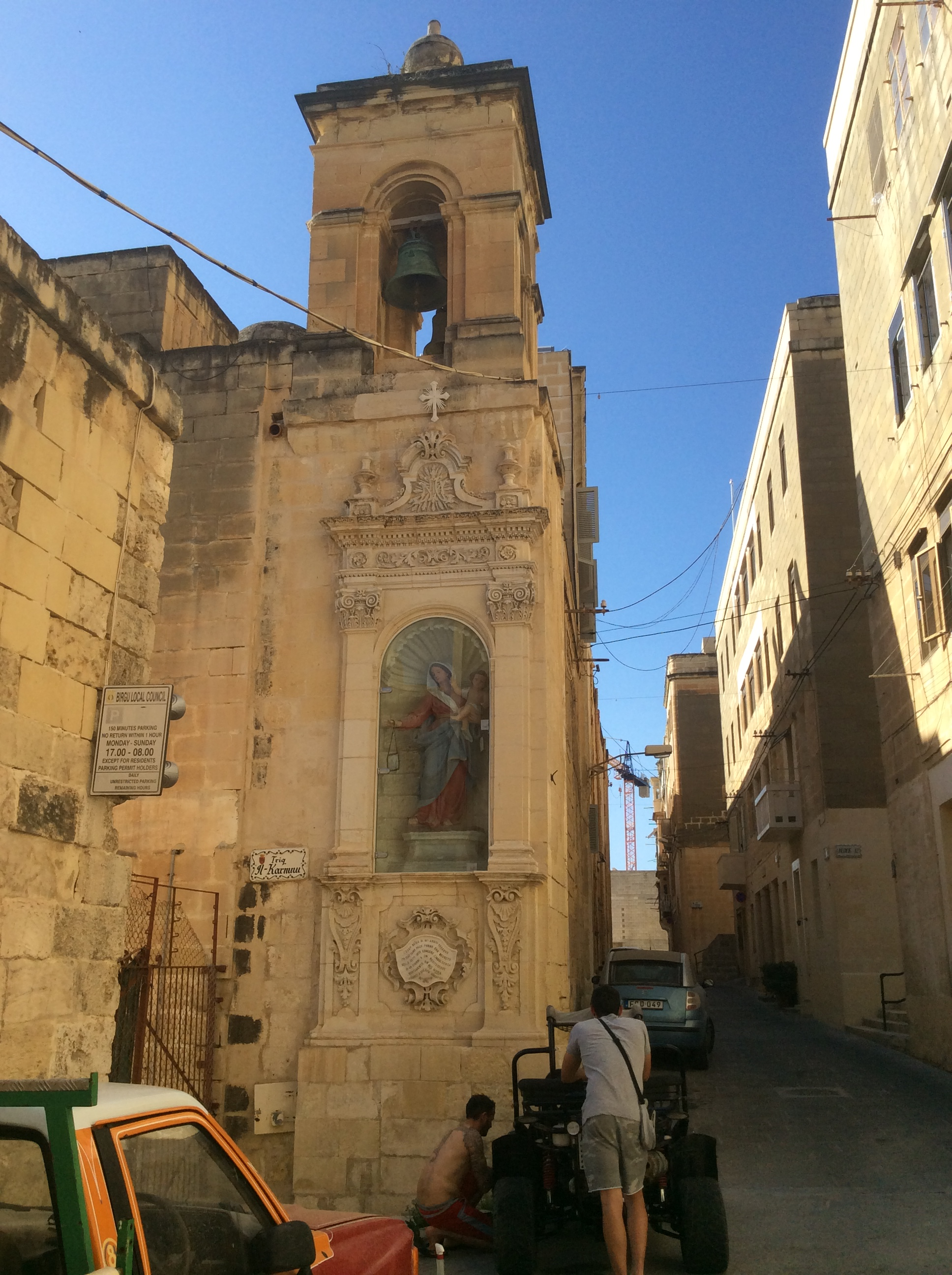
Dzwonnica kościoła z niszą Matki Bożej z Góry Karmel.

Kościół Matki Bożej z Góry Karmel (malt. Knisja tal-Madonna tal-Karmnu, ang. Church of Our Lady of Mount Carmel) – nieczynny kościół w Birgu na Malcie, będący w przeszłości kościołem klasztornym karmelitów.  
Kościół znajduje się na nabrzeżu Dockyard Creek (Port of Galleys), frontem do Xatt il-Forn.

## Historia
Mnisi karmelitańscy z Valletty, aby czynić posługę duchową w Birgu musieli codziennie przemieszczać się między tymi miastami, co było dość uciążliwe. 17 września 1582 biskup Tomás Gargallo udostępnił karmelitom kościół Matki Bożej z Monserrat. Przez następne 30 lat marynarze z galer, rycerze oraz lokalni mieszkańcy korzystali z ich posługi.
W 1611 dzięki podarowaniu przez Michaela Grecha, bogatego kupca z Isli, działki na nadrzeżu Birgu oraz hojności marynarzy i lokalnych mieszkańców zakonnicy zbudowali nowy kościół z przylegającym doń klasztorem, nadając mu wezwanie Matki Bożej z Góry Karmel. Głową całego przedsięwzięcia był ks. Ascanius Minicucci (lub Ascanio Minucci). W tamtych czasach na północ od tego miejsca znajdowały się siedziby rycerzy oraz więzienia.
Kościół i budynki byłego klasztoru Matki Bożej z Góry Karmel zajmują ważne miejsce wzdłuż nabrzeża Birgu, mianowicie odcinek między pałacem kapitana galer a kompleksem piekarni i skarbca Zakonu. Frontowy parvis (plac przed kościołem) był kiedyś połączony z przyległym nabrzeżem dwoma biegami schodów. Zostały one usunięte po II wojnie światowej, a wspomniany parvis jest teraz dostępny tylko z Triq il-Karmnu.
Niestety po czterech dekadach klasztor, dekretem papieża Innocentego X Instaurandae regularis disciplinae z 10 października 1652 , został rozwiązany. Dekret ów nakazywał zamknięcie klasztorów, które miały za małą liczbą zakonników, aby w pełni podołać wymaganiom życia religijnego. 11 października 1653 przeor klasztoru o. Dionisius Maldonato przekazał na ręce biskupa Miguela Balaguera de Camarasa swą rezygnację. Wszelkie dochody tego małego klasztoru (w dokumentach z epoki określanego jako conventino) zostały przekazane nowo wybudowanemu oratorium św. Filipa Neri w Birgu.

Sam kościół, tłumnie uczęszczany przez lokalnych mieszkańców, rycerzy Zakonu oraz, zwłaszcza, rybaków i załogi galer, był dobrze utrzymany i kontynuował, nawet po likwidacji klasztoru, nabożeństwo do Matki Bożej z Góry Karmel.

W 1672 Stolica Apostolska odrzuciła prośbę karmelitów z Mdiny, popartą przez lokalnego biskupa o przywrócenie opactwa. W 1886 kościół i opactwo zostały przekazane Siostrom Niepokalanego Serca Maryi, zwanym potocznie Tal-Eġittu.
Podczas II wojny światowej kościół i klasztor zostały mocno uszkodzone. Odbudowane zostały w latach 50. i 60. XX wieku. Budynek klasztoru był używany przez zakonnice do roku 2000. Wnętrze budynku kościoła od 1962 służy jako skład dekoracji religijnych używanych podczas fiesty parafialnej, zaś budynek klasztoru został przebudowany na hotel.   

## Fasada kościoła
Manierystyczna fasada z początku XVII wieku uległa poważnym zniszczeniom podczas II wojny światowej i została następnie gruntownie przebudowana. Efekt końcowy jest znacznie mniej przyjemny, ponieważ większość oryginalnych elementów nie została uwzględniona w tej rekonstrukcji. Centralnie umieszczone drzwi są flankowane kolumnami, podczas gdy pozostałe puste przestrzenie są perforowane wnękami i oknami. Otwór okienny nad drzwiami został przebudowany na zamknięty drewniany balkon. Centralna oś jest zwieńczona naczółkiem.
Drugorzędna fasada znajdująca się z tyłu kościoła jest bardziej interesująca. Zachowano w niej dzwonnicę i niszę z 1786 z figurą Matki Bożej z Góry Karmel. Nisza jest monochromatyczna z dużą, polichromowaną, kamienną statuą w środku. Fasadę niszy okalają dwa prostokątne korynckie pilastry podtrzymujące bardzo misternie rzeźbiony fronton. Całość jest zamknięta szkłem. Łukowata wnęka sklepiona jest konchą. Statua Madonny niosącej Dzieciątko Jezus oraz szkaplerz jest pomalowana w pełnym kolorze. Została odrestaurowana w 2010. Poniżej niszy znajduje się kartusz z wygrawerowaną łacińską inskrypcją z  5 września 1870, w której arcybiskup Gaetano Pace Forno udzielił odpustów tym, którzy modlą się przed tym świętym wizerunkiem.
 
Nisza ujęta jest na liście National Inventory of the Cultural Property of the Maltese Islands pod numerem 00705.

## Wnętrze
Przed częściowym zawaleniem podczas II wojny światowej kościół ten szczycił się pięcioma ołtarzami, mianowicie ołtarzem głównym i dwoma ołtarzami bocznymi wzdłuż każdej flanki nawy. Chór jest zdefiniowany przez łuk wsparty na pilastrach toskańsko-doryckich. Ma plan kwadratu, jest zadaszony kopułą i zawiera nastawę ołtarzową z obrazem tytułowym. Boki prezbiterium zdobią drewniane stalle chórowe, podczas gdy część środkową zajmuje ołtarz główny. Zachowane ołtarze boczne zdobne są barokowymi retabulum. Nawa boczna była dawniej zadaszona kamiennym sklepieniem. Zostało ono zastąpione płaskim dachem betonowym podczas powojennej rekonstrukcji.
Poza ołtarzem głównym Matki Bożej z Góry Karmel w kościele znajdowały się ołtarze św. Józefa, św. Łukasza Ewangelisty, św. Jana Chrzciciela, Krzyża Świętego oraz św. Franciszka z Paoli.